# Tozeur (província)
A província de Tozeur (em árabe: ولاية توزر; em francês: gouvernorat de Tozeur) é uma província do centro-sudeste da Tunísia. Tendo sido criada em 1956, foi integrada na província de Gafsa em 1958, tendo sido restaurada em 1980.
- capital: Tozeur
- área: 5 593 km²
- população: 97 526 habitantes (2004);[2] 108 700 (estimativa de 2013)[3]
- densidade: 17,4 hab./km² (2004)

| Delegação | População em 2004 |
| --------- | ----------------- |
| Degache   | 26 596            |
| Hazoua    | 4 162             |
| Nefta     | 20 544            |
| Tamerza   | 6 362             |
| Tozeur    | 39 862            |